# Hiệp hội bóng đá Zimbabwe
Hiệp hội bóng đá Zimbabwe (tiếng Anh: Zimbabwe Football Association, ZIFA) là tổ chức quản lý, điều hành các hoạt động bóng đá ở Zimbabwe. Hiệp hội quản lý đội tuyển bóng đá quốc gia Zimbabwe, tổ chức các giải bóng đá như vô địch quốc gia và cúp quốc gia. Hiệp hội bóng đá Zimbabwe gia nhập FIFA năm 1965 và CAF năm 1980.